# Roudnice (Hradec Králové-i járás)
Roudnice település Csehországban, a Hradec Králové-i járásban. Roudnice Boharyně, Lhota pod Libčany, Libčany, Kratonohy, Radostov, Dobřenice, Puchlovice és Syrovátka településekkel határos. Lakosainak száma 838 fő (2024. január 1.).

## Népesség
A település lakosságának változását az alábbi diagram mutatja:
| Lakosok száma | 896  | 922  | 867  | 569  | 528  | 622  | 652  | 672  | 656  | 838  |
|               | 1869 | 1900 | 1921 | 1961 | 1980 | 2011 | 2016 | 2019 | 2021 | 2024 |